# Мінерва (Нью-Йорк)
Мінерва (англ. Minerva) — місто (англ. town) в США, в окрузі Ессекс штату Нью-Йорк. Населення — 773 особи (2020).

## Демографія
Згідно з переписом 2010 року, у місті мешкало 809 осіб у 343 домогосподарствах у складі 234 родин. Було 703 помешкання
Расовий склад населення:
| - 95,9 % — білих - 1,1 % — азіатів - 0,2 % — корінних американців - 0,1 % — чорних або афроамериканців |

До двох чи більше рас належало 2,5 %. Частка іспаномовних становила 0,2 % від усіх жителів.
За віковим діапазоном населення розподілялося таким чином: 19,9 % — особи молодші 18 років, 57,9 % — особи у віці 18—64 років, 22,2 % — особи у віці 65 років та старші. Медіана віку мешканця становила 46,1 року. На 100 осіб жіночої статі у місті припадало 104,8 чоловіків;  на 100 жінок у віці від 18 років та старших — 101,9 чоловіків також старших 18 років.
Середній дохід на одне домашнє господарство  становив 59 863 долари США (медіана — 51 938), а середній дохід на одну сім'ю — 69 247 доларів (медіана — 61 641). Медіана доходів становила 46 563 долари для чоловіків та 31 607 доларів для жінок. За межею бідності перебувало 9,5 % осіб, у тому числі 7,7 % дітей у віці до 18 років та 10,8 % осіб у віці 65 років та старших.
Цивільне працевлаштоване населення становило 290 осіб. Основні галузі зайнятості: освіта, охорона здоров'я та соціальна допомога — 25,5 %, мистецтво, розваги та відпочинок — 17,9 %, сільське господарство, лісництво, риболовля — 10,7 %, науковці, спеціалісти, менеджери — 9,7 %.